# Madonnina (Dôme de Milan)
La Madonnina est le nom donné à une sculpture dorée représentant la Vierge Marie placée sur la plus haute flèche du Dôme de Milan.

## Histoire
L'archevêque Giuseppe Pozzobonelli décida de compléter l'architecture encore incomplète du Duomo au XVIIIe siècle par une flèche de 108,50 m.
Le projet démarra en 1765 et la flèche fut achevée en 1769 par l'architecte baroque Francesco Croce de la veneranda fabbrica del Duomo di Milano.
À ce sommet fut décidé de rajouter une statue de 4,16 m de la Vierge, les bras  écartés en figure implorant Dieu pour protéger la cité. Le sculpteur Giuseppe Perego en définit le modèle final après avoir proposé trois versions, le graveur Giuseppe Antignani  et l'orfèvre Giuseppe Bini la réalisèrent en lames de cuivre battues sur une structure de fil d'acier et, terminée dorée, elle fut inaugurée le 30 décembre 1774.
En 1967 elle fut restaurée : les lames de cuivres redorées et la structure interne remplacée par de l'acier inoxydable, la structure originale très oxydée étant conservée au musée du Dôme.

## Description
La Vierge est soutenue par une nuée dans laquelle on aperçoit deux chérubins ; elle lève les yeux au ciel et étend les bras, les mains ouvertes vers le haut. Elle porte une auréole de douze étoiles autour de la tête.
La hallebarde, qui fut ajoutée ensuite, est un subterfuge camouflant un paratonnerre.

## Contexte architectural

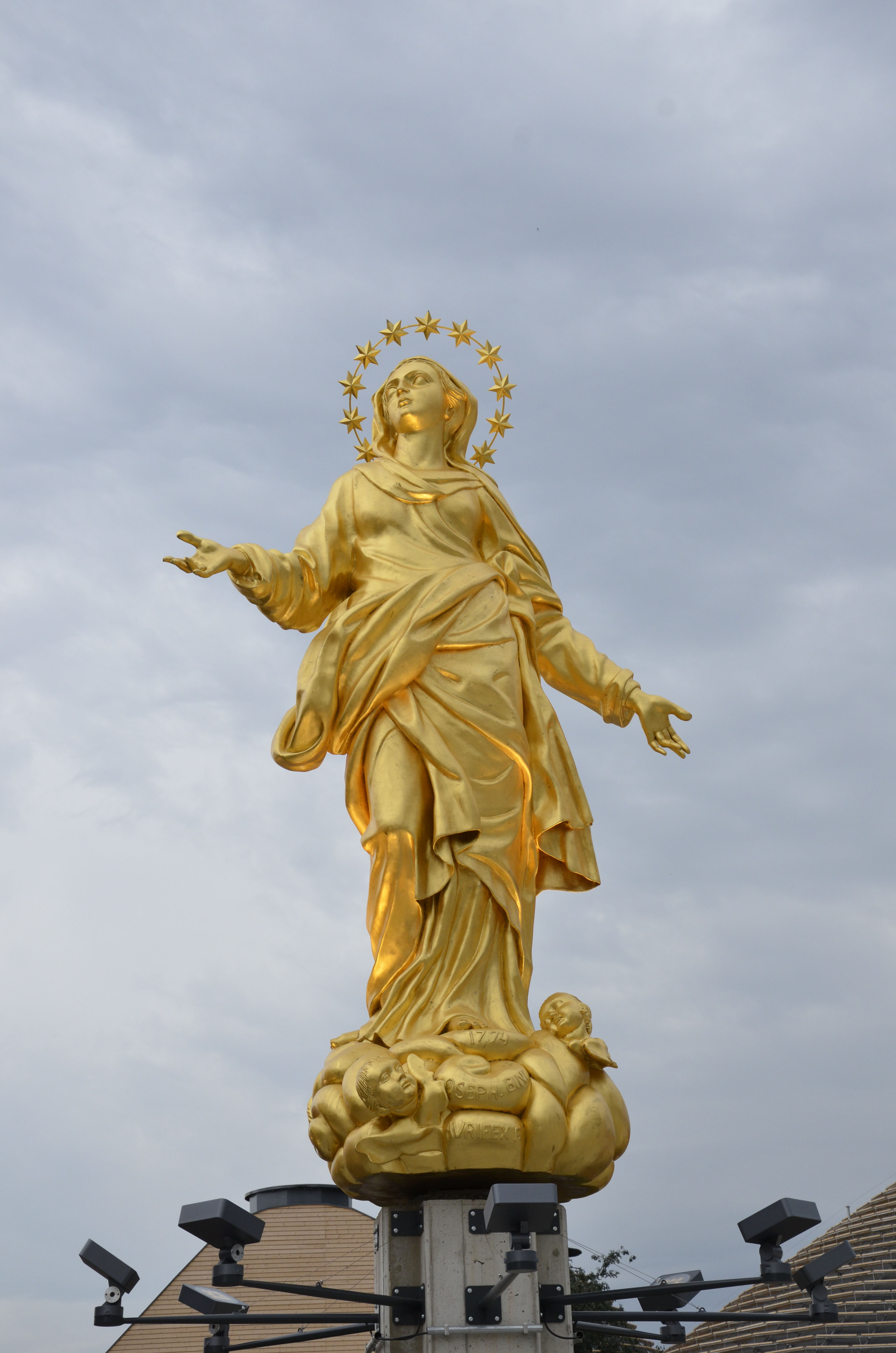
Copie de l'Exposition universelle de 2015.

La tradition exigeant depuis qu'aucun édifice ne dépasse la hauteur atteinte par la Madonnina, une loi des années 1930 devait empêcher la construction d'édifices plus hauts  « per rispetto della Madonnina ». 
La solution qu'adoptèrent les architectes et les édiles milanais fut de faire une copie de la statue et de la placer au-dessus de leur  construction quand celle-ci dépassait la cote imposée.
Ainsi le premier édifice que la dépassa fut la Torre Breda de Luigi Mattioni avec ses  117 m en 1954.
Ensuite ce fut le tour du Pirellone,  de Gio Ponti et Pier Luigi Nervi de 127 m en 1957.
Les premières fois la copie était transférée au  nouvel édifice le dépassant ; depuis 2010 une nouvelle copie est posée comme, en 2012, sur le  Palazzo Lombardia, siège de la Région lombarde, avec ses 161 m, laquelle copie, par « souci d'exorcisme » fut bénie par le cardinal Tettamanzi dès 2010.
Une copie fut exposée également à l'Exposition universelle de 2015 dans le pavillon de la Veneranda Fabbrica del Duomo di Milano.

## Hommages
- La chanson Oh mia bela Madunina (it) de Giovanni D'Anzi lui rend hommage depuis 1934.